# TO1
TO1 (tiếng Hàn: 티오원; viết tắt cho "Together as One", tạm dịch: "Tất cả cùng nhau hòa làm Một", trước đây được biết đến là TOO) là một nhóm nhạc nam Hàn Quốc được thành lập qua chương trình sống còn To Be World Klass của đài Mnet vào năm 2019. Nhóm ra mắt vào ngày 1 tháng 4 năm 2020 với EP Reason for Being: Benevolence và ca khúc chủ đề "Magnolia".

## Tên gọi
Nhóm ban đầu có tên là TOO (Hangul: 티오오; viết tắt cho "Ten Oriented Orchestra"; tạm dịch: "Mười dàn nhạc phương Đông") và được đổi tên thành TO1 vào tháng 3 năm 2021 do có sự tranh chấp giữa CJ ENM với công ty n.CH Entertainment, CJ ENM quyết định rút nhóm về và thay đổi công ty quản lí (hiện tại là Wake One Entertainment phụ trách việc quản lý nhóm, và Stone Music Entertainment đảm nhiệm việc phát hành nhạc số). Fandom của nhóm được đổi tên thành TOgether. TO1 ra mắt dưới tên gọi mới vào ngày 20 tháng 5 năm 2021 với EP Re:Born cùng ca khúc chủ đề "Son of Beast".

## Lịch sử

### 2020: Ra mắt vàRoad to Kingdom
Vào ngày 20 tháng 3 năm 2020, nhóm được thông báo sẽ tham gia chương trình sống còn của đài Mnet Road to Kingdom. Họ trở thành nhóm thứ hai bị loại sau tập 7 của chương trình.
Nhóm đã ra mắt với mini album đầu tiên Reason for Being: 仁 (Benevolence) vào ngày 1 tháng 4 cùng năm.
Ngày 15 tháng 7, họ phát hành EP thứ hai Running TOOgether với ca khúc chủ đề "Count 1, 2".
Ngày 13 tháng 8 năm 2020, TOO đoạt giải New Artist Award tại lễ trao giải Soribada Awards 2020, giải thưởng tân binh đầu tiên của họ từ khi ra mắt.

### 2021: Tên gọi mới,Re:BornvàRe:Alize
Vào tháng 8 năm 2020, CJ E&M cải tổ nội bộ dẫn đến việc Stone Music Entertainment đơn phương chấm dứt hợp đồng hợp tác quản lý song phương nhóm nhạc TOO với công ty n.cH Entertainment. Sự kiện này sau này xuất hiện dày đặc trên khắp các mặt báo tại Hàn Quốc vào giữa tháng 01 năm 2021. Sau đó không lâu tại KCON:TACT 3, nhóm chính thức được đổi tên thành TO1, viết tắt của Together As One (tiếng Hàn: 티오원). Nhóm ra mắt dưới tên gọi mới với EP đầu tiên Re:Born cùng ca khúc chủ đề "Son of Beast" vào ngày 20 tháng 5 năm 2021. Tên gọi fandom của nhóm cũng chuyển từ TOOgether sang TOgether.
Vào ngày 4 tháng 11, họ trở lại với EP Re:Alize với ca khúc chủ đề "No More X".

### 2022–2023: Thay đổi đội hình,Why Not??,UP2U, kết thúc hợp đồng với Wake One
Ngày 30 tháng 4 năm 2022, thành viên Chihoon được thông báo sẽ rời nhóm.
Ngày 22 tháng 6 năm 2022, các thành viên Minsu, Jerome và Woonggi thông báo rời nhóm, trong khi đó Daigo, Renta và Yeojeong được thêm vào nhóm để thay thế.. Daigo và Renta từng tham gia mùa thứ hai của chương trình Produce 101 Japan, với xếp hạng chung cuộc lần lượt là 13 và 16.
Ngày 28 tháng 7 năm 2022, TO1 phát hành EP thứ ba Why Not?? với ca khúc chủ đề "Drummin'".
Ngày 23 tháng 11 năm 2022, nhóm phát hành EP thứ tư UP2U, với "Freeze Tag" là ca khúc chủ đề.
Ngày 22 tháng 9 năm 2023, Renta thông báo rời nhóm qua một bức thư tay bằng tiếng Hàn và tiếng Nhật được đăng tải trên Instagram.
Ngày 17 tháng 12 năm 2023, trang fancafé của nhóm cho biết TO1 sẽ chấm dứt hợp đồng với Wake One vào ngày 31 tháng 12 cùng năm, qua đó chính thức tan rã.

## Cựu thành viên
| Hàn Quốc |

| Nhật Bản |

## Danh sách đĩa nhạc
| Tựa đề                        | Thông tin | Vị trí xếp hạng cao nhất | Vị trí xếp hạng cao nhất | Doanh số                   |
| Tựa đề                        | Thông tin | KOR                      | JPN                      | Doanh số                   |
| TOO                           | TOO | TOO                      | TOO                      | TOO                        |
| ----------------------------- | --- | ------------------------ | ------------------------ | -------------------------- |
| Reason for Being: Benevolence | - Phát hành: 1 tháng 4, 2020 - Hãng đĩa: n.CH Entertainment, Stone Music - Định dạng: CD, tải về Danh sách bài hát 1. "Magnolia" (매그놀리아) 2. "Take It Slow" (오늘은 이만큼) 3. "Don't Fear Now" (피어나) 4. "Everything's Gonna Be Alright" (기억해요) 5. "You Can't Hurry Love"                                     | 4                        | —                        | - KOR: 27.798              |
| Running TOOgether             | - Phát hành: 15 tháng 7, 2020 - Hãng đĩa: n.CH Entertainment, Stone Music - Định dạng: CD, tải về Danh sách bài hát 1. "Count 1, 2" (하나 둘 세고) 2. "Step by Step" 3. "Better" 4. "Taillight" 5. "Dancing in the Moonlight"                                                                                            | 9                        | —                        | - KOR: 46.202              |
| TO1                           | |                          |                          |                            |
| Re:Born                       | - Phát hành: 20 tháng 5, 2021 - Hãng đĩa: Wake One Entertainment, Stone Music - Định dạng: CD, tải về Danh sách bài hát 1. "Reborn" (Intro.) 2. "Son of Beast" 3. "Hot Sauce" (매운맛) 4. "Surf" 5. "Hello Goodbye" 6. "With You" (너만 있다면) 7. "Son of Beast" (English ver.) 8. "Don't Fear Now" (피어나) (TO1 ver.) | 12                       | —                        | - KOR: 46.635              |
| Re:Alize                      | - Phát hành: 4 tháng 11, 2021 - Hãng đĩa: Wake One Entertainment, Stone Music - Định dạng: CD, tải về Danh sách bài hát 1. "Realize" (Intro.) 2. "No More X" 3. "Golden" 4. "Prayer" 5. "In My Light" 6. "Mirage" (신기루) 7. "No More X" (English ver.) 8. "Infinite City" (Groundbreak ver.) (CD only)                 | 7                        | —                        | - KOR: 34.868              |
| Why Not??                     | - Phát hành: 28 tháng 7, 2022 - Hãng đĩa: Wake One Entertainment, Stone Music - Định dạng: CD, tải về Danh sách bài hát 1. "Boom Pow" 2. "Drummin'" 3. "What a Beautiful Day" 4. "Sugar Shock" 5. "Butterflies" | 11                       | 30                       | - KOR: 48.879 - JPN: 1.661 |
| UP2U                          | - Phát hành: 23 tháng 11, 2022 - Hãng đĩa: Wake One Entertainment, Stone Music - Định dạng: CD, tải về Danh sách bài hát 1. "Troublemaker" 2. "Freeze Tag" (얼음 땡) 3. "Rude Boi" 4. "Retro !ove" 5. "Fill In" | 5                        | —                        | - KOR: 50.600              |

## Giải thưởng và đề cử
| Lễ trao giải                 | Năm  | Hạng mục                     | Với tư cách là | Kết quả   | Khác   |
| ---------------------------- | ---- | ---------------------------- | -------------- | --------- | ------ |
| Asia Artist Awards           | 2020 | Male Singer Popularity Award | TOO            | Đề cử     | [ 22 ] |
| Korea First Brand Awards     | 2020 | New Male Artist Award        | TOO            | Đề cử     | [ 23 ] |
| Soribada Best K-Music Awards | 2020 | Rookie Award                 | TOO            | Đoạt giải | [ 24 ] |
| Mnet Asian Music Awards      | 2020 | Best New Male Artist         | TOO            | Đề cử     | [ 25 ] |
| Mnet Asian Music Awards      | 2020 | Artist of the Year           | TOO            | Đề cử     | [ 25 ] |
| Mnet Asian Music Awards      | 2020 | Worldwide Icon of the Year   | TOO            | Đề cử     | [ 25 ] |
| Golden Disc Awards           | 2021 | Rookie Artist of the Year    | TOO            | Đề cử     | [ 26 ] |

## Chương trình truyền hình
- To Be World Klass (2019)
- Road to Kingdom (2020)
- TOOmystery (2020)
- Welcome 2house (2021) (with EPEX)
- TO1의 사이다 (2021)
- TO.1DAY (2021)
- TO1 Company (2022)
- TO1 Hightschool (2022)
- Freezetag Race (2022)